# Leodgar Tenga
Leodgar Chilla Tenga (né le 23 septembre 1955 au Tanganyika, aujourd'hui en Tanzanie) est un joueur de football international tanzanien, qui évoluait au poste de défenseur, avant de devenir ensuite entraîneur.

## Biographie

### Joueur de joueur

#### Carrière en sélection
Leodgar Tenga joue quatre matchs en équipe de Tanzanie, lors de l'année 1980 (sans prise en compte des matchs amicaux).
Il participe avec l'équipe de Tanzanie à la Coupe d'Afrique des nations 1980 organisée au Nigeria.